# Abzeichen „Für hohe Leistungen zu Ehren der DDR“

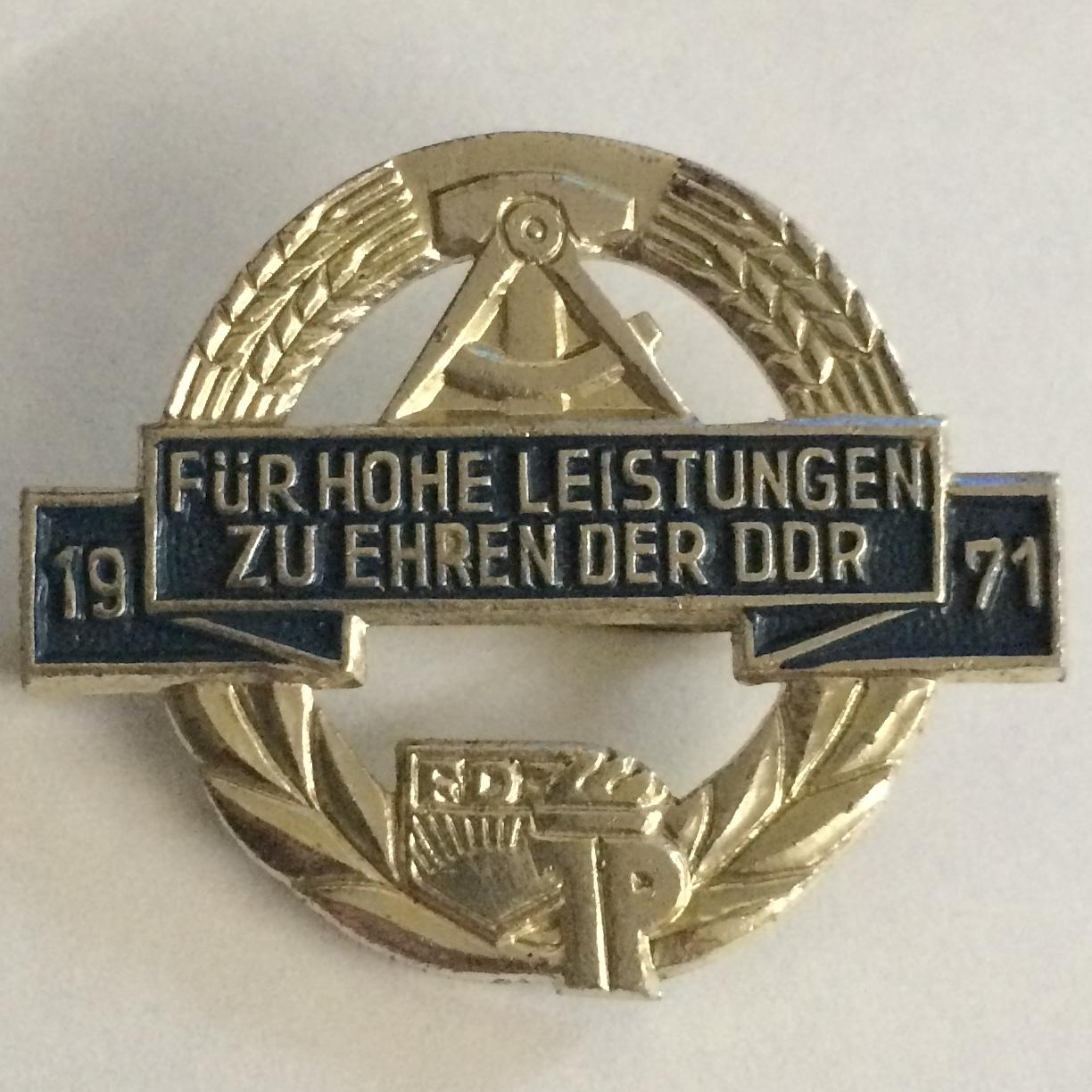
Abzeichen der Freien deutschen Jugend (DDR) "Für hohe Leistungen zu Ehren der DDR", 1971

Das Abzeichen „Für hohe Leistungen zu Ehren der DDR“ war in der Deutschen Demokratischen Republik (DDR) eine nichtstaatliche Auszeichnung der Freien Deutschen Jugend (FDJ), die 1967 gestiftet wurde. 

## Beschreibung
Die Verleihung erfolgte an FDJ-Mitglieder in den Schulen der DDR für vorbildliche Erfüllung der Anforderungen des Statuts der FDJ. Abzeichen sind mit Datierungen 1967 bis 1971 bekannt.

## Aussehen

### Metallversion
Das 28 mm hohe runde Abzeichen besteht im unteren Teil aus einem halbkreisförmigen Lorbeerkranz, der in seiner Mitte links das FDJ- und rechts das das Jungpioniersymbol zeigt. Der obere Teil besteht aus einem Ährenkranz, in dessen Mitte Hammer und Zirkel stehen. Die Mitte des Abzeichens bildet ein dreigeteiltes blaues Schriftband, auf dessen zentralen größeren Teil FÜR HOHE LEISTUNGEN / ZU EHREN DER DDR zu lesen ist. Die beiden äußeren kleinen Flächen des Bandes zeigen links 19 und rechts den zweiten Teil der Jahreszahl, beispielsweise 67

### Stoffversion
Das Abzeichen gab es auch als 50 mm hohes Stoffabzeichen, das auf den linken Arm des FDJ-Hemdes getragen wurde.